# Augustin Keller (politiker)

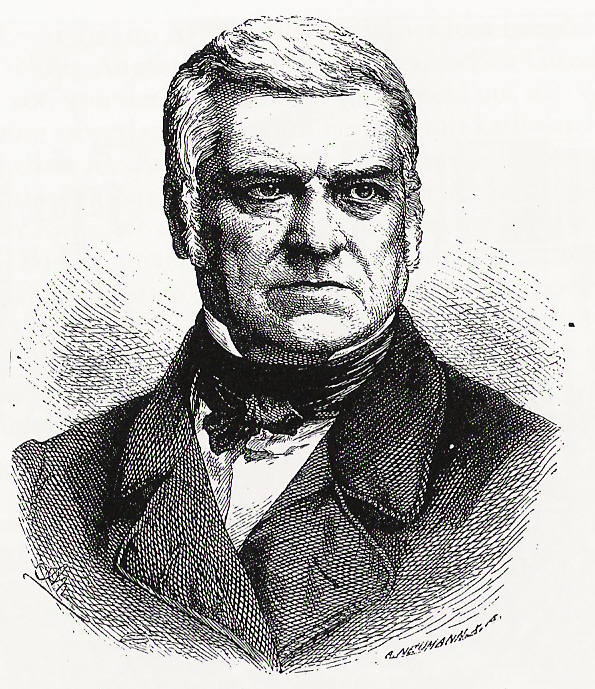
Augustin Keller.

Augustin Keller, född den 10 november 1805 i Sarmenstorf i kantonen Aargau, död den 8 januari 1883 i Lenzburg, var en schweizisk skolman och politiker.
Keller verkade sedan 1834 som direktor för lärarseminariet i Wettingen och spelade tillika en framstående politisk roll, 1856-1881 som medlem av kantonregeringen, i frisinnad anda. Han genomdrev 1841 upphävandet av alla kloster i Aargau och väckte 1844, om än förgäves, frågan om jesuiternas utdrivande ur Schweiz. Vid uppkomsten av den gammalkatolska rörelsen (1870) blev Keller en av de främsta ledarna för de schweiziska så kallade kristkatolikerna. 